# Arisaema garrettii
Arisaema garrettii är en kallaväxtart som beskrevs av François Gagnepain. Arisaema garrettii ingår i släktet Arisaema och familjen kallaväxter. Inga underarter finns listade.